# Château de Quintin
Le château de Quintin est constitué de deux châteaux dans un même parc, au cœur de la petite cité de caractère de Quintin : un château du XVIIIe siècle, inachevé, inscrit le 8 octobre 2021 au titre des monuments historiques, et un château du XVIIe siècle, qui fait l'objet d'un classement au titre des monuments historiques depuis le 4 novembre 1983.

## Historique
Une des neuf baronnies de Bretagne, la seigneurie de Quintin est née au XIIIe siècle du partage du Penthièvre. Siège du pouvoir féodal, le château de Quintin a subi de nombreux dégâts en raison de la succession des guerres lors des XVe et XVIe siècles. Seules sont conservées de la cité médiévale les enceintes et la Porte-Neuve, composée en partie par l'ancienne tour des Archives du château. En 1691, Quintin est érigé en duché.
Après avoir été un des derniers bastions protestants au XVIIe siècle, le château est resté inachevé. Au XVIIIe siècle, ses communs et écuries sont réaménagés et agrandis pour constituer l'actuel château de Quintin.
Chargée d'histoire, la seigneurie de Quintin, puis son château, a depuis son origine toujours été conservée au sein d'une même lignée: Rohan, Laval, Coligny, La Trémoille, Gouyon de la Moussaye, Durfort de Lorges, Choiseul, de Polignac sont parmi les plus prestigieuses familles ayant hérité de ce domaine à travers les siècles.
La famille Frotier de Bagneux est l'actuelle propriétaire des lieux depuis 1935. Jean de Bagneux hérite de sa grand-mère Isabelle de Polignac (épouse de Pierre-Adalbert Frotier de Bagneux). Avec son fils Gérard, il procède à la restauration, à l'entretien  et à l'animation de cette belle demeure historique : l'ouverture au public du château en 1986 permet peu à peu d'en restaurer ses jardins et ses intérieurs. Aujourd'hui, il est possible de voir la restauration des jardins à la française, des salons du château XVIIIe, des actuelles salles d'exposition et des anciennes écuries. Les prochaines campagnes de restauration concerneront le château XVIIe et ses soubassements.
Resté inachevé lors de sa construction au XVIIe siècle, le vieux logis du château de Quintin fait l'objet d'un très important programme de restauration, sous la responsabilité de l'architecte en chef des monuments historiques Christophe Batard. La première tranche des travaux concerne les parties supérieures du pavillon central et des pavillons Est et Ouest, avec la restauration des corniches et des cheminées. Ce sont les compagnons de l'agence Lefèvre de Saint-Brieuc qui sont à l'œuvre sur l'édifice. Cette restauration, financée à 60 % par l'État et la région Bretagne, va s'étaler sur plusieurs années à partir de l'été 2013.
En 2021, la mission patrimoine dirigée par Stéphane Bern a octroyé 271 000 € au château de Quintin pour la restauration de la tour des Archives et d'une partie des remparts.

## Architecture
Le château de  Quintin est un logis flanqué de pavillons en décrochement. Du château du XVIIe siècle resté inachevé subsistent un double pavillon et les soubassements de deux corps de bâtiment en retour d'équerre. Une longue aile de dépendances se soude au nord-ouest.
Le château du XVIIIe siècle est en continuité des constructions du XVIIe siècle.
Les soubassements du château XVIIe siècle, les appartements richement meublés du château XVIIIe siècle, les anciennes cuisines (dont un potager en granit exceptionnel par sa dimension), les collections permanentes de porcelaine, verrerie, argenterie, bibelots, robes de baptême et éventails se visitent toute l'année.